# Peratas
Os Peratas ou Peratae (em grego:  Περατής, "caminho", "travessia"; πέρας, "aprofundar-se") foram gnósticos de uma seita do século II. O "Philosophumena" de "Hipólito" é a nossa única fonte real de informação sobre a sua origem e crenças. Os fundadores dessa escola foi um certo Eufrates (a quem Orígenes atribui a fundação de uma outra seita, a dos Ofitas e a quem Celso se refere nas proximidades de 175 dC) e em outros textos o fundador é mencionado como "Ademes", também chamado de "Celbes" (Kelbs) e "Acembes" (Akembes). Constituíram uma Sociedade Iniciática, uma Escola de Mistérios e pregavam em sua doutrina, entre outros estudos, a Ressurreição Iniciática, a exemplo dos Nazarenos, dos Pitagóricos, dos Setianos, dos Valentinianos, dos 
Justinianos, etc. 

## Introdução
Eles tiveram suas atividades registradas por volta dos idos de 150 d.C. Suas atividades, a princípio reservaram-se à ilha de Éubeia. Eram conhecidos de Clemente de Alexandria, que faz referência a uma seita de mesmo nome, embora não diga nada a respeito de seus princípios. Hipólito, por sua vez, estava familiarizado com alguns de seus livros e escritos. Um destes tinha o nome de "Oi Proasteioi", cujo conteúdo parecia versar sobre astrologia, tratando da influência dos astros sobre a raça humana, e estabelecia uma conexão de vários deuses da mitologia com as influências e características planetárias. Havia, além deste, um tratado que se assemelhava à doutrina dos Naassenos.

## Doutrina
De acordo com os Peratas, o cosmos é um só, mas também consiste em uma divisão tríplice; a dinâmica do cosmos eles simbolizavam por um círculo que circunscreve um triângulo. O círculo denota a unidade e a unicidade do cosmos, enquanto o triângulo representado a trindade dos "Três Mundos", do "Pai", do "Filho" e do "Espírito Santo" (ou Patēr, Huios, Hulē [Greek: πατηρ, ὕιος, ὕλη]). Estes "três Mundos" ou "três deuses", como eram chamados, possuía, cada um, certas características:
Pater (Pai) - a bondade perfeita e não gerada; megethos patrikon [A grandeza paternal]
Huios (filho) - agathon autogenes [a bondade auto-gerada / A perfeição]
Hule (Espírito  Santo) - matéria básica [primordial] ou substância sem forma, gennēton [O gerado/criado]
Nesta concepção do cosmos, o "Filho" classifica-se como um intermediário entre a fonte perene de toda a existência (o Pai) e o caos, ainda informe, da Matéria. O Filho, como a Palavra [λογος] é representado por uma serpente em constante transformação, primeiro submete-se ao Pai, adquirindo os poderes divinos (ou ideias, formas), e depois dirige-se a Hule (o Espírito Santo), despejando os poderes sobre ele. É desta forma que Hule tome forma e se transforma em realidade material, o sensível cosmos, assim, espelha o divino, uma noética da qual recebe a sua existência. Este processo é semelhante a várias outras concepções cosmogônicas do mundo antigo (especialmente aquelas encontradas no estoicismo (Física estoica), platonismo (ver também Teoria das ideias de Platão), neoplatonismo, hermetismo e o aristotélico hilemorfismo). 
A concepção Perata do cosmos foi usada para explicar determinados versículos bíblicos. Por exemplo, quando Jesus diz: "Seu Pai que está no céu", eles eles entenderam que ao dizer Pater, ele referia-se ao pai celestial, o primeiro princípio, a partir do qual as formas foram derivadas. Mas, quando ele diz: "...seu Pai. Ele foi assassino desde o princípio", (João 8:44) ele queria dizer o governante e criador do Hule, que, tendo manifestando-se através do Filho, trabalha a geração no cosmos material, uma obra que é destruição e morte (porque da natureza transitória o mundo se transforma).

### A redenção
Pois para a redenção deste mundo inferior, foi que Cristo desceu nos dias de Herodes, a partir da região do não-gerado, como sendo ele o próprio tríplice-homem, tendo em si mesmo incorporadas as três partes do mundo, "pois nele todo o Pleroma havia se estabelecido corporalmente", e nele estava toda a Divindade. Sua missão era a de preparar os elementos que desceram do alto, para que ao alto pudessem retornar, enquanto que os elementos que conspirassem contra os "Céus" ficariam à deriva, aguardando sua punição.
Segundo Lucas:
| “ | «o Filho do Homem não veio para destruir o mundo, mas para que o mundo através dele pudesse ser salvo» (Lucas 9:56) | ” |

De "o mundo" se entende as duas partes superiores, a "agenneton" (não gerada) e a "autogenneton" (auto-gerada).
Segundo a Primeira Epístola aos Coríntios:
| “ | «...para não sermos condenados com o mundo.» (I Coríntios 11:31–32) | ” |

"O mundo" seria uma referência à terça parte ou ao kosmos idikos; pois esta deve ser destruída enquanto as duas outras, superiores, serão livradas da destruição.
Quando, então, o Salvador se apresenta, assim como o âmbar atrai a palha e o imã, o ferro, da mesma forma esta serpente atrai para si aqueles cuja natureza é capaz de receber sua influência. Tais pessoas são chamadas de peratae pois, por meio de sua gnosis ("conhecimento") aprenderam como superar de forma segura através (perasai) a corrupação à qual tudo o que é criado está sujeito.

## Fisiologia
Todos os ignorantes são egípcios. Egito é o corpo, saindo do Egito é o mesmo que sair do corpo, e atravessando o Mar Vermelho, que é a água da destruição, ou, em outras palavras, a geração. Aqueles, porém, que supõem-se ter passado o Mar Vermelho, ainda são passíveis de serem atacados pelos deuses da destruição, a quem Moisés chamou as serpentes do deserto, que picam e destroem aqueles que tinham a esperança de escapar do poder dos deuses de geração. Para estes Moisés exibiu a verdadeira e perfeita serpente, aos que acreditavam que não seriam picados pelos deuses da destruição. Nenhuma outra, mas esta verdadeira serpente, o perfeito do perfeito, pode salvar e libertar aqueles que saem do Egito, isto é, do corpo e do mundo.
É-nos dada a introspecção adicional por Hipólito em que G.R.S. Mead chama de "processo psico-fisiológico analógico no homem":
Para uma prova disso, ele apresentou a anatomia do cérebro, assimilando, a partir do fato de sua imobilidade, o próprio cérebro como sendo o Pai, e ocerebelo o Filho, por causa de sua mobilidade e da forma de apresentar-se com se (a cabeça de) uma serpente. Alegou ele que ele (o cerebelo), por um processo inefável e imperscrutável, atrai através da glândula pineal a substância espiritual e vivificante que emana da câmara abobadada (em que o cérebro está incorporado). E ao receber esta, o cerebelo de uma maneira inefável transmite as idéias, assim como o Filho o faz, com a matéria, ou, em outras palavras, as sementes e os gêneros das coisas produzidas segundo a carne fluírem ao longo e dentro da mesma medula espinhal. Empregando este exemplo, (os hereges) parecem apresentar habilmente seus mistérios secretos, que são entregues em silêncio.

## Eufrates
Hipólito, seguido por Teodoreto, fala do Peratae como fundada por Eufrates o "Perata", e Acembes o Caristiano. Há, certamente, um caso de suspeita de que este Eufrates, o Perata, seja o suposto fundador da mesma seita dos Perata, pode ser tão mítico personagem como Ebion, o fundador homônimo dos ebionitas. Não se lê em outra parte de quaisquer documentos sobre Eufrates, o Estoico, mas o filósofo estoico, que viveu no reinado de Adriano, a quem não se supões seja ele o orientador da doutrina Ofitas. Mas o nome do rio Eufrates foi amplamente utilizado entre os Peratae com uma significação mística, e é possível que os membros da seita, por sabê-lo, utilizaram, para horá-lo, este nome, entre eles, e até mesmo por não ter se tratado de um orientador eminente, chamaram-no assim, como uma forma de estabelecê-lo como seu fundador. Por outro lado, é evidente que o tratado Peratae de que Hipólito dá um resumo, e que também pode ter sido visto por Orígenes, continha o nome de Eufrates, juntamente com a de Acembes, o Caristiano, um personagem que não havia motivo para inventar. Não há nada de incrível na suposição de que estes sejam os nomes de fato dos fundadores Ofitas, muito obscuros para deixar qualquer registro de sua existência, fora da sua própria seita.

## Etimologia
O título "Perata", como aplicado à seita, é explicada por Clemente de Alexandria como um derivado do lugar. Neste sentido, ele pode ter tido sua origem na frase Ἅβραμ ὁ περατής (Genesis :14:13, LXX), que foi entendida como aquele que veio do outro lado do rio Eufrates.  Plínio, Plínio, fala de uma certa goma que veio da Arábia, Índia, Média e Babilônia, acrescenta que a que veio da média foi chamado por alguns de Perática. Este parece ser o mesmo que o incenso Perático mencionado por Arriano. É provavelmente que tenha havido uma mera alteração por parte de Sofrônio de Jerusalém quando fala de Eufrates como o Pérsico, pois este tem claramente o nome de Teodoreto e, esta alteração pode ainda ter se originado na mudança de uma palavra desconhecida em um suposto equivalente. Em geral, podemos concluir que este Eufrates, se existiu, veio do extremo leste.
Bunsen sugeriu que essa designação pode significar a ilha de Eubeia. Ele funda esta conjectura sobre os fatos de que Acembes, com quem Eufrates é acoplado, vieram de Eubeia, e que às vezes o termo Eubeia é pronunciado como ἡ πέραν, do outro lado. Mas isso não prova que o nome Perático ou Perata, em momento algum, teria sido entendido como equivalente a "Eubeu", ou seja, em nenhum lugar se afirmou que Eufrates e Acembes eram compatriotas, e se fossem, não seria provável sua designação, um após o outro, desde sua cidade para além da ilha.